# Amyl and the Sniffers
Gli Amyl and the Sniffers sono un gruppo musicale australiano, formatosi nel 2016 a Melbourne e composto da Amy Taylor, Bryce Wilson, Dec Mehrtens e Gus Romer.

## Storia del gruppo
L'album di debutto eponimo degli Amyl and the Sniffers è stato pubblicato nel maggio 2019 ed è stato accolto molto positivamente dalla critica specializzata. Ha esordito alla 22ª posizione della classifica degli album australiana e alla 91ª di quella britannica. Grazie al disco, il gruppo ha vinto un ARIA Music Award come miglior album rock ed è stato candidato all'Australian Music Prize 2020; inoltre, hanno ricevuto due candidature ai National Live Music Awards. Nel 2021 esce il loro secondo album Comfort to Me, che trascinato dalla buona accoglienza internazionale dei singoli Guided by Angels e Security debutta alla seconda posizione della classifica australiana degli album e compare nelle principali classifiche europee di vendita.

## Discografia

### Album in studio
- 2019 – Amyl and the Sniffers
- 2021 – Comfort to Me
- 2024 - Cartoon Darkness

### EP
- 2016 – Giddy Up
- 2017 – Big Attraction

### Singoli
- 2018 – Balaclava Lover Boogie
- 2018 – Cup of Dynasty
- 2018 – Some Mutts (Can't Be Muzzled)
- 2019 – Monsoon Rock
- 2019 – Got You
- 2019 – Gacked on Anger
- 2021 – Guided by Angels
- 2021 – Security
- 2021 – Hertz
- 2024 – U Should Not Be Doing That
- 2024 – Facts
- 2024 - Chewing Gum
- 2024 - Big Dreams
- 2024 - Jerkin'